# Julia Kristeva
Julia Kristeva (født 29. juni 1941 i Sliven) er en fransk/bulgarsk filosof.
Kristeva er professor ved Université de Diderot i Paris. Hun er uddannet ved universitetet i Sofia og derefter ved adskillige franske universiteter.
Kristeva er mangeårigt medlem af den sprogpolitiske gruppe Tel Quel og er en af de førende strukturalister i dag. Kristeva har formuleret begrebet intertekstualitet og har været med til at formulere begrebet Écriture féminine. 

## Priser
- Holberg International memorial prize 2004
- Hannah Arendt award 2006